# Miocardio stordito
Il miocardio stordito (stunned myocardium) è una condizione patologica del cuore da non confondere con il miocardio ibernato: sono entrambe forme fisiopatologiche di miocardio vitale.
Il miocardio stordito è conseguenza di un episodio breve di ischemia acuta o di un'angioplastica e si risolve spontaneamente in un periodo di tempo variabile tra poche ore e diverse settimane. Nel miocardio stordito dopo un episodio ischemico acuto il tessuto torna normoperfuso ma il metabolismo rimane alterato. Di conseguenza anche in assenza di danno irreversibile (necrosi) la capacità contrattile è comunque ridotta.
Lo standard per la diagnosi è la PET miocardica con fluorodesossiglucosio. Nelle aree stordite si avrà dunque captazione alterata. L'esame PET è fondamentale per distinguere un miocardio recuperabile da uno non recuperabile e consente quindi di stabilire se c'è riserva contrattile.